# Férez
Férez es un municipio español de la provincia de Albacete, en la comunidad autónoma de Castilla-La Mancha. Tiene una población de 605 habitantes (INE 2024).

## Toponimia
El nombre de Férez procede del árabe, فارس Fāris, nombre propio de varón que significa «caballero».

## Geografía

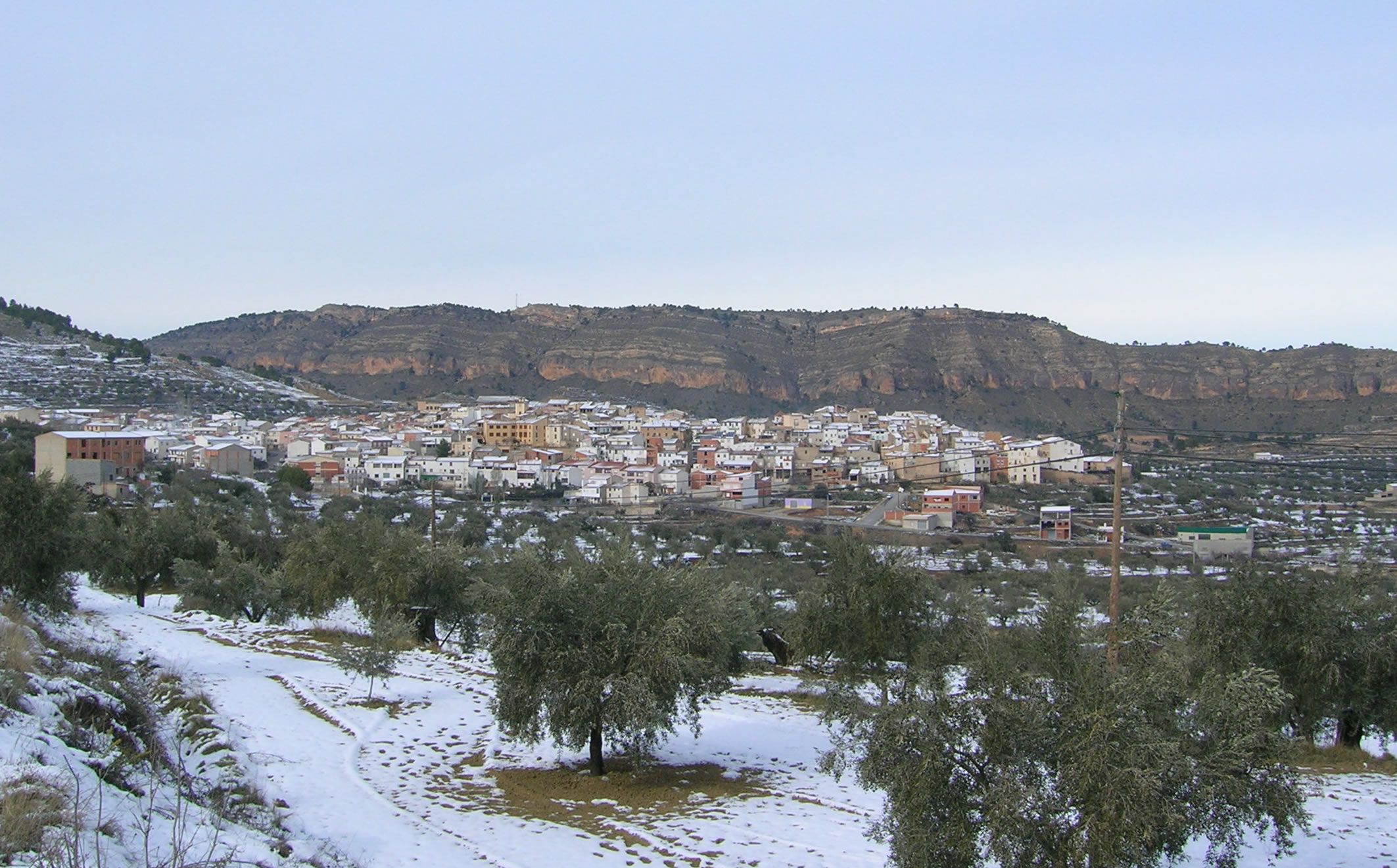
Vista de Férez nevado

Situado al sureste de la península ibérica, en las últimas estribaciones de la sierra del Segura, limita con los municipios de Socovos, Letur, Liétor, Elche de la Sierra y Hellín.

## Historia
Territorio perteneciente a la antigua Taifa de Murcia, pasó a ser dominio de la Corona de Castilla en virtud del Tratado de Alcaraz en 1243 de mano del infante don Alfonso, el futuro Alfonso X el Sabio, pasando posteriormente a formar parte del Reino de Murcia.

## Demografía
Cuenta con una población de 605 habitantes (INE 2024).
| Gráfica de evolución demográfica de Férez entre 1842 y 2021                                                           |
| |
| Población de derecho según los censos de población del INE. Población de hecho según los censos de población del INE. |

Su evolución demográfica se caracteriza por un pico demográfico hacia 1950 y un posterior declive muy pronunciado de algo más de treinta años, terminando en una fase de relativa estabilización. Sigue el patrón demográfico general en la sierra del Segura, con valores ligeramente más altos:  entre 1950 y 2005, la sierra perdió un 63% y Férez un 60%; entre 1900 y 2005, Férez perdió un 36% y la sierra un 41%. Desde la década de 1990, sin embargo, la población se ha estabilizado en los municipios más cercanos (Socovos, Elche de la Sierra, etc.), algo que todavía no es general en la comarca.
La población se triplica en los meses de verano, debido sobre todo al retorno de numerosos vecinos que ya han emigrado a otros lugares o a la presencia de turistas foráneos que buscan un entorno natural distinto donde descansar en sus días de asueto.
| 1900 | 1910 | 1920 | 1930 | 1940 | 1950 | 1960 | 1970 | 1981 | 1991 | 1996 | 2001 | 2005 | 2010 | 2015 | 2016 | 2019 |
| ---- | ---- | ---- | ---- | ---- | ---- | ---- | ---- | ---- | ---- | ---- | ---- | ---- | ---- | ---- | ---- | ---- |
| 1203 | 1197 | 1603 | 1640 | 1799 | 2000 | 1576 | 1254 | 920  | 780  | 814  | 814  | 795  | 755  | 705  | 696  | 643  |

## Cultura
Especialmente reseñable es la ruta de Amanece, que no es poco, película de José Luis Cuerda rodada parte de ella en Férez, donde se pueden visitar los lugares y escenarios en los que se filmaron varias escenas.